# Dia Orwell
El Dia Orwell és una jornada d’homenatge a l'escriptor George Orwell que té lloc una vegada a l’any a la ciutat de Barcelona.
L’objectiu del Dia Orwell és mantenir vius la memòria i el pensament d’aquest autor britànic que va dedicar bona part de la seva producció literària a lluitar contra els totalitarismes i que va situar Barcelona i Catalunya en el mapa de la literatura universal amb la seva obra Homenatge a Catalunya.
El Dia Orwell no té una data fixa. Acostuma a celebrar-se cada any al voltant del mes de juny, en funció de la disponibilitat dels ponents.
La fórmula del Dia Orwell s'ha mantingut inalterada des de la primera edició: rutes literàries per la Barcelona d’Orwell i una conferència al Centre de Cultura Contemporània (CCCB).
El Dia Orwell es va celebrar per primera vegada el 25 d’abril de 2013, coincidint amb la data del 75è aniversari de la publicació de la primera edició d’Homenatge a Catalunya. La iniciativa va sorgir d’un grup de persones particulars interessades en la guerra civil espanyola i va comptar amb la col·laboració del CCCB.
Des de llavors, el CCCB acull cada any la conferència central del Dia Orwell.